# Rimo Hunt
Rimo Hunt (* 5. listopadu 1985, Haapsalu) je estonský fotbalový útočník a reprezentant, v současnosti hraje v klubu FC Levadia Tallinn.
Mimo Estonsko působil na klubové úrovni v Kazachstánu.

## Klubová kariéra
V Estonsku hrál postupně za kluby FC Haapsalu, JK Kaitseliit Kalev, FC M.C. Tallinn, JK Kalev Tallinn a FC Levadia Tallinn.
V únoru 2014 odešel do kazašského klubu FC Kaysar Kyzylorda.

## Reprezentační kariéra
V A-mužstvu Estonska debutoval 3. 6. 2013 v přátelském střetnutí proti reprezentaci Běloruska, které skončilo porážkou Estonska 0:2.